# 1-碘己烷
1-碘己烷是一种有机碘化合物，化学式为C6H13I。它是可燃、对光敏感的无色至黄色液体，难溶于水。铜可作为其稳定剂。

## 制备
1-碘己烷可由1-溴己烷和碘化钾反应制得，或由1-己醇、碘和三苯基膦的反应制备。